# Plastovo
Plastovo – wieś w Chorwacji, w żupanii szybenicko-knińskiej, w mieście Skradin. W 2011 roku liczyła 204 mieszkańców.